# Водопади Игвасу
Водопади Игвасу (шп. Cataratas del Iguazú; порт. Cataratas do Iguaçu) су водопади који се налазе на ријеци Игвасу на граници између Бразила и Аргентине, која највећим дијелом протиче кроз Бразил. Водопади деле реку на горњи и доњи Игвасу. Река Игвасу извире близу срца града Куритибе. Већим делом свог тока река протиче кроз Бразил; међутим, већина водопада је на аргентинској страни. Испод њеног ушћа у реку Сан Антонио, река Игвасу чини границу између Аргентине и Бразила.

## Легенда о водопаду
Ријеч „игвасу“ (iguasu) потиче из језика Гварани. На том језику иг значи вода, а васу — велика. Један од митова народа Гварани говори о томе да је њихов бог хтио да се ожени прелијепом дјевојком Наипи, али је дјевојка побјегла са својим љубавником у кануу. Због тога је бог расцијепио ријеку створивши водопад. Тако су љубавници осуђени на вјечни пад.

## Историја
Водопаде је 1541. открио шпански конкистадор Алвар Нуњез. Дана 11. новембра 2011, водопади Игвасу су изабрани за једно од Седам светских чуда природе.

## Географија
Водопади се налазе на граници Бразила и Аргентине, у близини границе са Парагвајом. Састоје се од 275 слапова, високи су од 60 до 82 метара, а дугачки 2,7 километара (2700 метара). До водопада се може доћи из два главна града, од којих је један са обе стране водопада: Фоз до Игуаку у Бразилу и Пуерто Игвасу у Аргентини, као и из Сиудад дел Есте, Парагвај, на другој страни реке Парана од Фоза до Игуасу, сваки од та три града има комерцијалне аеродроме. Водопаде деле Национални парк Игуасу (Аргентина) и Национални парк Игуасу (Бразил). Два парка су 1984. и 1986. године проглашена Унесковом светском баштином.
Степенишни карактер водопада састоји се од двостепених водопада формираних од три слоја базалта. Степенице су висине 35 и 40 m (115 и 131 стопа). Стубчасте базалтне стене су део формације Сера Герал дебљине 1.000 m (3.300 стопа) унутар палеозојско-мезозојског басена Парана. Врхове ових секвенци карактерише 8–10 m (26–33 ft) веома отпорног везикуларног базалта и контакт између ових слојева контролише облик водопада. Стопе водене ерозије се процењују на 1,4—2,1 cm/годишње (0,55–0,83 in/годишње). Бројна острва дуж ивице дуге 2,7 km (1,7 mi) деле водопаде на многе одвојене водопаде и катаракте, висине између 60 и 82 m (197 и 269 стопа). Број ових мањих водопада варира од 150 до 300, у зависности од водостаја. Отприлике половина тока реке пада у дугачку и уску провалију звану Ђавоље грло (Garganta del Diablo на шпанском или Garganta do Diabo на португалском).
Кањон Ђавољег грла је широк 80–90 m и дубок 70–80 m (230-260 стопа). Лево од овог кањона, други део реке формира 160–200 појединачних водопада, који се спајају у један фронт током фазе поплава. Највећи водопади се зову Сан Мартин, Адам и Ева, Пенони и Бергано.

## Поређења са другим значајним падовима
Када је видела Игвасу, прва дама Сједињених Држава Еленор Рузвелт је наводно узвикнула: "Јадна Нијагара!" (водопади који су са 50 m или 165 стопа, краћи за трећину). Игвасу се често пореди са Викторијиним водопадима у јужној Африци, који раздвајају Замбију и Зимбабве. Игвасу водопади су шири, али си подељени на отприлике 275 различитих водопада и великих острва, док Викторија има највећу водену завесу на свету, широку више од 1.600 m (5.249 ft) и са преко 100 m (328 ft) у висину (у ниском току, Викторијини водопади су подељени на пет острва, али при великом протоку могу бити непрекидни). Једини шири водопади су изузетно велики брзи водопади, као што је водопад Бојома (Стенли водопад).
Са поплавом водопада Гвајра 1982. године, Игвасу тренутно има шести највећи просечни годишњи проток од било ког водопада на свету, после Нијагаре број пет, са просечном брзином од 1.746 m3/s (61.660 cu ft/s). Његов максимални забележени проток био је 45.700 m3/s (1.614.000 cu ft/s) 9. јуна 2014. године. Поређења ради, просечан проток Нијагариних водопада је 2.400 m3/s (85.000 cu ft/s), са максималним забележеним протоком од 8.300 m3/s (293.000 cu ft/s). Просечан проток на Викторијиним водопадима је 1.088 m3/s (38.420 cu ft/s), са максималним забележеним протоком од 7.100 m3/s (250.000 cu ft/s).
| Поређење величине и протока Викторијиних водопада са Нијагаром и Игвазом за поређење |                      |                      |                     |                     |                 |                 |
| Параметри | Викторијини водопади | Викторијини водопади | Нијагарини водопади | Нијагарини водопади | Игвасу водопади | Игвасу водопади |
| Висина у метрима и стопама: | 108 m                | 360 ft               | 51 m                | 167 ft              | 64–82 m         | 210–269 ft      |
| Ширина у метрима и стопама: | 1.708 m              | 5.604 ft             | 1.203 m             | 3.947 ft            | 2.700 m         | 8.858 ft        |
| Јединице протока (зап/s): | m3/s                 | cu ft/s              | m3/s                | cu ft/s             | m3/s            | cu ft/s         |
| Средњи годишњи проток: | 1.088                | 38.430               | 2.407               | 85.000              | 1.746           | 61.600          |
| Највећи забележени проток: | 12.800               | 452.000              | 6.800               | 240.000             | 45.700          | 1.614.000       |
| Напомене: Погледајте референце за објашњење мерења. За воду, кубни метри у секунди = тоне у секунди. Половина воде која се приближава Нијагари преусмерава се на хидроелектрану. Игвасу има два пада; висина је дата за највећи пад и укупну висину. 10 водопада има већи или једнак проток, али нису тако високи као водопади Игвасу и Викторија. |                      |                      |                     |                     |                 |                 |

## Клима
Водопади Игвасу доживљавају влажну суптропску климу (Cfa, према Кепеновој класификацији климе) са обилним падавинама и високим температурама током целе године. Током лета 2006. године, јака суша је довела до смањења реке Игвасу, смањујући количину воде која тече преко водопада на 300 m3/s (11.000 cu ft/s) до почетка децембра. Ово је било необично, пошто сушни периоди обично трају само неколико недеља. Период са највећом количином воде која тече преко водопада обично је од децембра до фебруара, што се поклапа са једним од периода највеће количине падавина.
| Клима Игвасу водопада (Foz do Iguacu), Бразил | Клима Игвасу водопада (Foz do Iguacu), Бразил | Клима Игвасу водопада (Foz do Iguacu), Бразил | Клима Игвасу водопада (Foz do Iguacu), Бразил | Клима Игвасу водопада (Foz do Iguacu), Бразил | Клима Игвасу водопада (Foz do Iguacu), Бразил | Клима Игвасу водопада (Foz do Iguacu), Бразил | Клима Игвасу водопада (Foz do Iguacu), Бразил | Клима Игвасу водопада (Foz do Iguacu), Бразил | Клима Игвасу водопада (Foz do Iguacu), Бразил | Клима Игвасу водопада (Foz do Iguacu), Бразил | Клима Игвасу водопада (Foz do Iguacu), Бразил | Клима Игвасу водопада (Foz do Iguacu), Бразил | Клима Игвасу водопада (Foz do Iguacu), Бразил |
| Показатељ \ Месец                             | .Јан.                                         | .Феб.                                         | .Мар.                                         | .Апр.                                         | .Мај.                                         | .Јун.                                         | .Јул.                                         | .Авг.                                         | .Сеп.                                         | .Окт.                                         | .Нов.                                         | .Дец.                                         | .Год.                                         |
| --------------------------------------------- | --------------------------------------------- | --------------------------------------------- | --------------------------------------------- | --------------------------------------------- | --------------------------------------------- | --------------------------------------------- | --------------------------------------------- | --------------------------------------------- | --------------------------------------------- | --------------------------------------------- | --------------------------------------------- | --------------------------------------------- | --------------------------------------------- |
| Апсолутни максимум, °C (°F)                   | 40,0 (104)                                    | 40,0 (104)                                    | 38,8 (101,8)                                  | 36,8 (98,2)                                   | 36,0 (96,8)                                   | 32,0 (89,6)                                   | 31,3 (88,3)                                   | 35,0 (95)                                     | 36,8 (98,2)                                   | 39,0 (102,2)                                  | 38,6 (101,5)                                  | 39,4 (102,9)                                  | 40,0 (104)                                    |
| Максимум, °C (°F)                             | 33,0 (91,4)                                   | 32,6 (90,7)                                   | 31,1 (88)                                     | 28,2 (82,8)                                   | 25,2 (77,4)                                   | 23,1 (73,6)                                   | 23,7 (74,7)                                   | 25,3 (77,5)                                   | 26,9 (80,4)                                   | 28,8 (83,8)                                   | 31,0 (87,8)                                   | 32,6 (90,7)                                   | 28,5 (83,3)                                   |
| Просек, °C (°F)                               | 25,5 (77,9)                                   | 25,4 (77,7)                                   | 23,8 (74,8)                                   | 20,8 (69,4)                                   | 17,7 (63,9)                                   | 15,8 (60,4)                                   | 15,7 (60,3)                                   | 17,5 (63,5)                                   | 19,0 (66,2)                                   | 21,4 (70,5)                                   | 23,1 (73,6)                                   | 25,1 (77,2)                                   | 20,9 (69,6)                                   |
| Минимум, °C (°F)                              | 19,6 (67,3)                                   | 20,0 (68)                                     | 18,4 (65,1)                                   | 15,4 (59,7)                                   | 12,2 (54)                                     | 10,4 (50,7)                                   | 9,7 (49,5)                                    | 11,3 (52,3)                                   | 13,5 (56,3)                                   | 15,3 (59,5)                                   | 16,5 (61,7)                                   | 18,6 (65,5)                                   | 15,1 (59,2)                                   |
| Апсолутни минимум, °C (°F)                    | 9,2 (48,6)                                    | 6,8 (44,2)                                    | 5,2 (41,4)                                    | 3,0 (37,4)                                    | −1,0 (30,2)                                   | −3,1 (26,4)                                   | −4,2 (24,4)                                   | 0,0 (32)                                      | 1,0 (33,8)                                    | 5,0 (41)                                      | 6,3 (43,3)                                    | 3,8 (38,8)                                    | −4,2 (24,4)                                   |
| Количина падавина, mm (in)                    | 196,0 (7,717)                                 | 180,1 (7,091)                                 | 174,8 (6,882)                                 | 151,0 (5,945)                                 | 127,6 (5,024)                                 | 138,3 (5,445)                                 | 84,4 (3,323)                                  | 107,4 (4,228)                                 | 146,6 (5,772)                                 | 219,8 (8,654)                                 | 153,7 (6,051)                                 | 189,0 (7,441)                                 | 1.868,7 (73,571)                              |
| Дани са падавинама (≥ 1.0 mm)                 | 9                                             | 9                                             | 8                                             | 8                                             | 6                                             | 8                                             | 6                                             | 8                                             | 8                                             | 9                                             | 7                                             | 9                                             | 95                                            |
| Релативна влажност, %                         | 77                                            | 80                                            | 82                                            | 85                                            | 86                                            | 85                                            | 83                                            | 80                                            | 79                                            | 78                                            | 75                                            | 74                                            | 80,3                                          |
| Сунчани сати — месечни просек                 | 230,5                                         | 196,3                                         | 209,9                                         | 193,6                                         | 180,8                                         | 151,2                                         | 168,7                                         | 157,9                                         | 146,4                                         | 195,6                                         | 231,4                                         | 232,3                                         | 2.294,6                                       |
| Извор: INMET                                  |                                               |                                               |                                               |                                               |                                               |                                               |                                               |                                               |                                               |                                               |                                               |                                               |                                               |